# Lieblosental
Das Lieblosental ist ein Tal im Kanton Schaffhausen in der Schweiz unterhalb des Beringer Randenturmes. Es  durchquert die Höhen des Randens und mündet bei Beringen in den Klettgau. Im land- und forstwirtschaftlich genutzten Tal befinden sich drei Bauernhöfe.